# 香港美食博覽
香港美食博覽（英語：HKTDC Food Expo），由香港貿易發展局主辦，是亞洲最大型飲食展覽之一。香港美食博覽自1989年起舉辦，每年8月在香港會議展覽中心舉行，是香港每年夏天的一項盛事。家電‧家居‧博覽，美與健生活博覽，香港國際茶展及國際現代化中醫藥及健康產品展覽會暨會議亦同期舉行。

## 2002年
2002年的香港美食博览于同年8月15日至19日在会展举行。会场内划分为十一个展区，有中国美食城、韩国馆、意大利馆等，提供各地方的特色美食。
焦點商品﹕韓式烤腸、柚子茶、蜜饯、超低價蟹粉小笼包

## 2003年
2003年8月14日至8月18日舉行２００3年美食博覽，由於受到沙士瘟疫影響，只得170多家香港、內地及海外的參展商參加，比去年的250家大為減少。但一些健康食品則較以往更受歡迎。貿發局首次與現代化中醫藥國際協會合辦“國際現代化中醫藥及健康產品展覽暨會議”。

## 2004年
美食博覽2004於8月12日至8月16日一連五天於香港會議展覽中心舉行，今屆首次設置「中國美食城」區，展銷來自內地十多個省市的特色美食、健康食品、中醫藥及營養補充食品。
焦點商品﹕養生四式迷你月餅、原隻XO乾貝辣味酥皮月餅

## 2005年
美食博覽2005於八月十一至十五日假香港會議展覽中心舉行。近300家本地及80家世界不同地方的參展商參展，全館分為八個不同區域。
焦點商品﹕特脆韓國紫菜、日本水葡萄、廣島蠔、北海道帶子、柚子冰皮月餅、楊枝甘露月餅。

## 2006年
2006年美食博覽於8月17日至8月21日舉行，吸引逾 30萬食客。展覽廳一有七大展區，包括健康及有機食品；包糕點及醬料；飲料、餐廳及酒樓等。展覽廳二為「貿易館」首兩天只開放予業內人士，隨後三天全面開放。
焦點商品﹕黑松露菌醬、低糖低脂冰皮月餅、雪糕月餅、新口味醬油

## 2007年
一連五天的2007年香港美食博覽由8月16日開鑼，今年有三百六十五家公司參展。
焦點商品﹕一元換購蠔油、醬油禮盒、雪糕薄餅、冰皮榴槤月餅、野菌麵食

## 2008年
2008年的香港美食博覽於8月14至18日舉行。展廳一為公眾館，展廳二為貿易館。貿易館於8月14及15日只供業內人士貿易觀摩，16至18日才讓公眾購票入場。今屆場館增設「稻米食品」和「茶及咖啡」專區。
首屆香港國際美酒展是第19屆博覽的焦點，來自世界25個不同地方的參展商參與。
焦點商品﹕即食鮑魚及北海道毛蟹

## 2009年
展期由2009年8月13日至8月17日。一連5天共吸引35萬人士進場
焦點商品﹕購物送環保袋、燕窩飲品、燕窩豆腐花、劈價肉丸、新口味月餅。

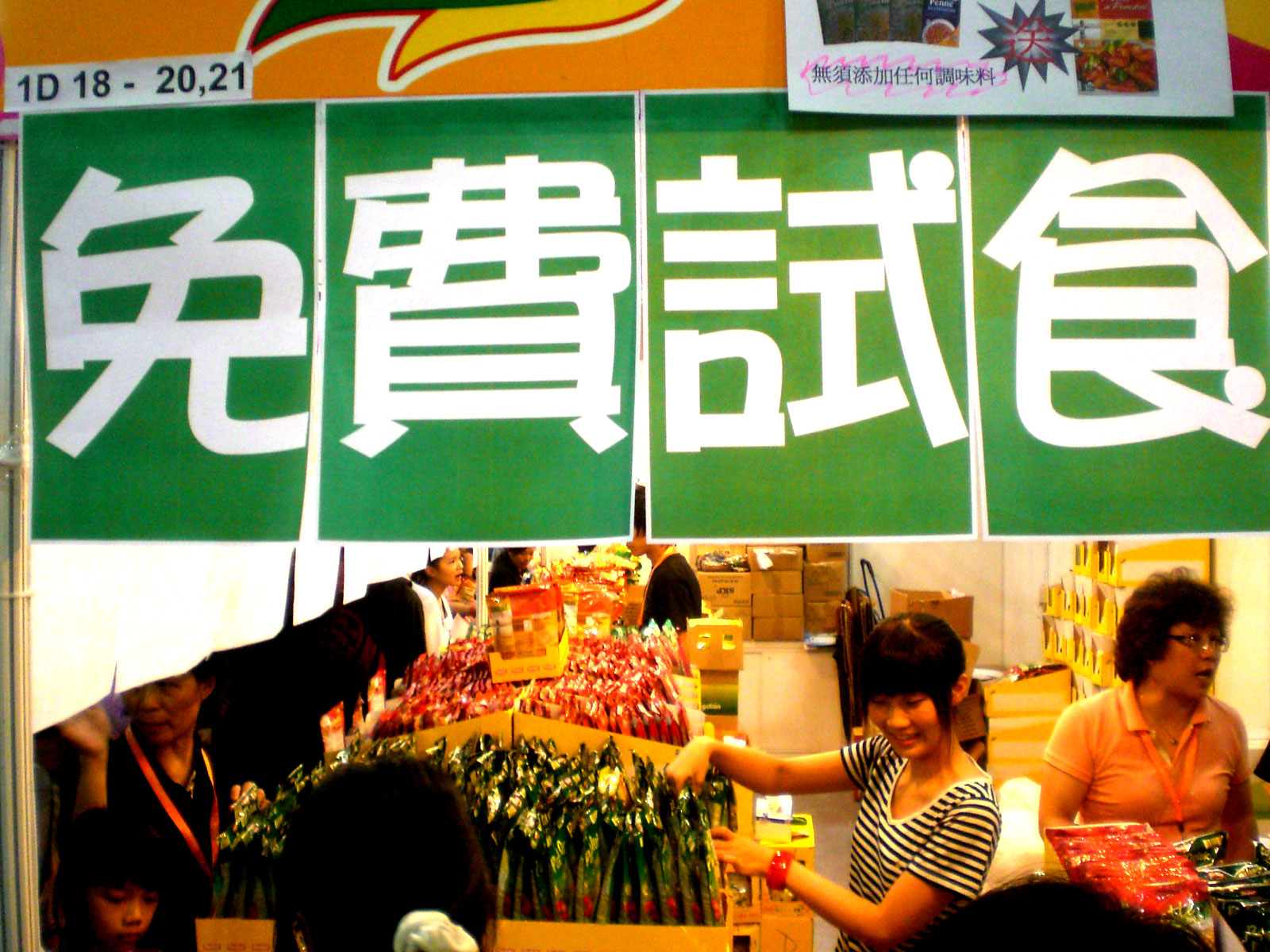
免費試食
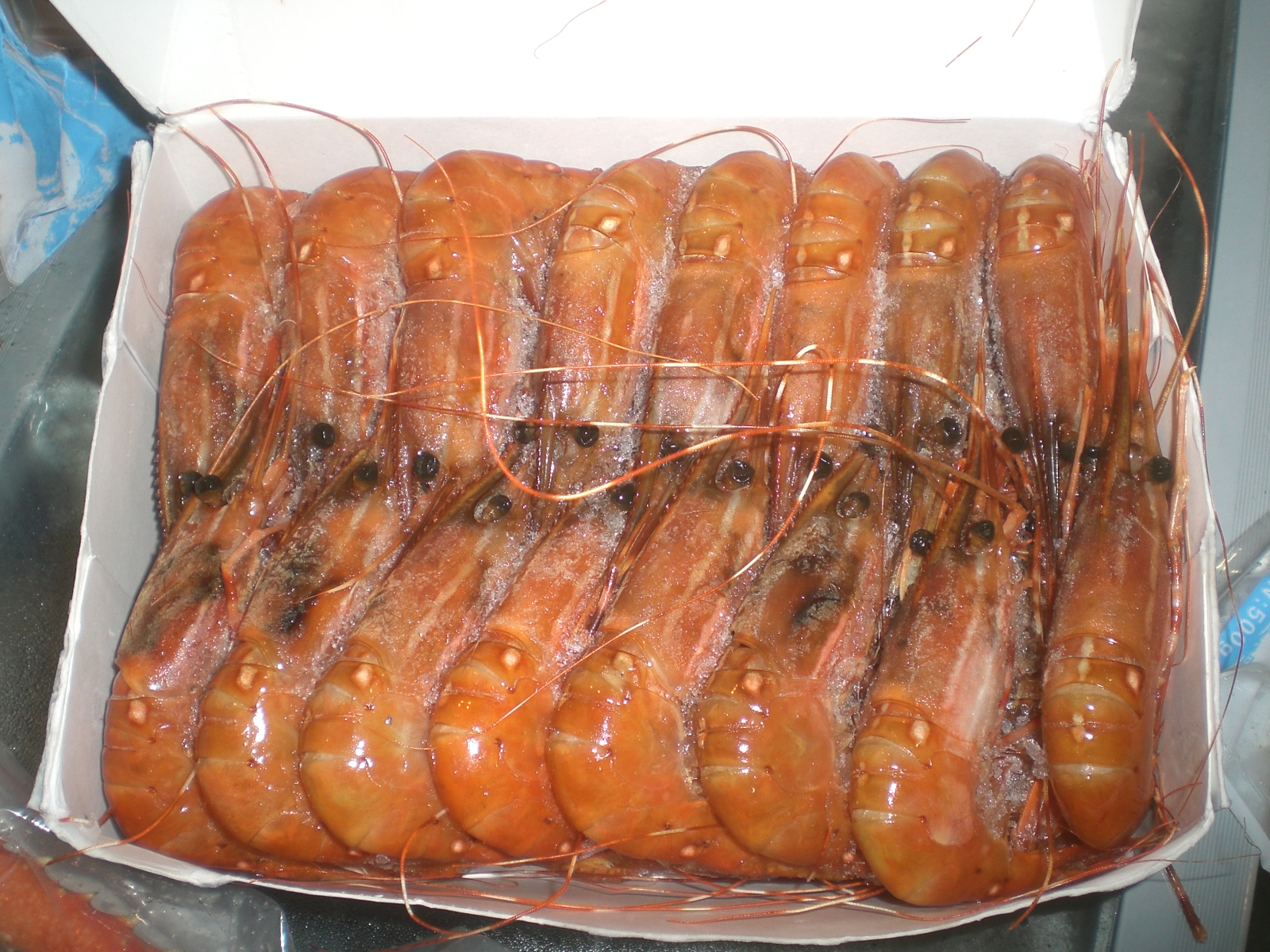
貴貨平賣
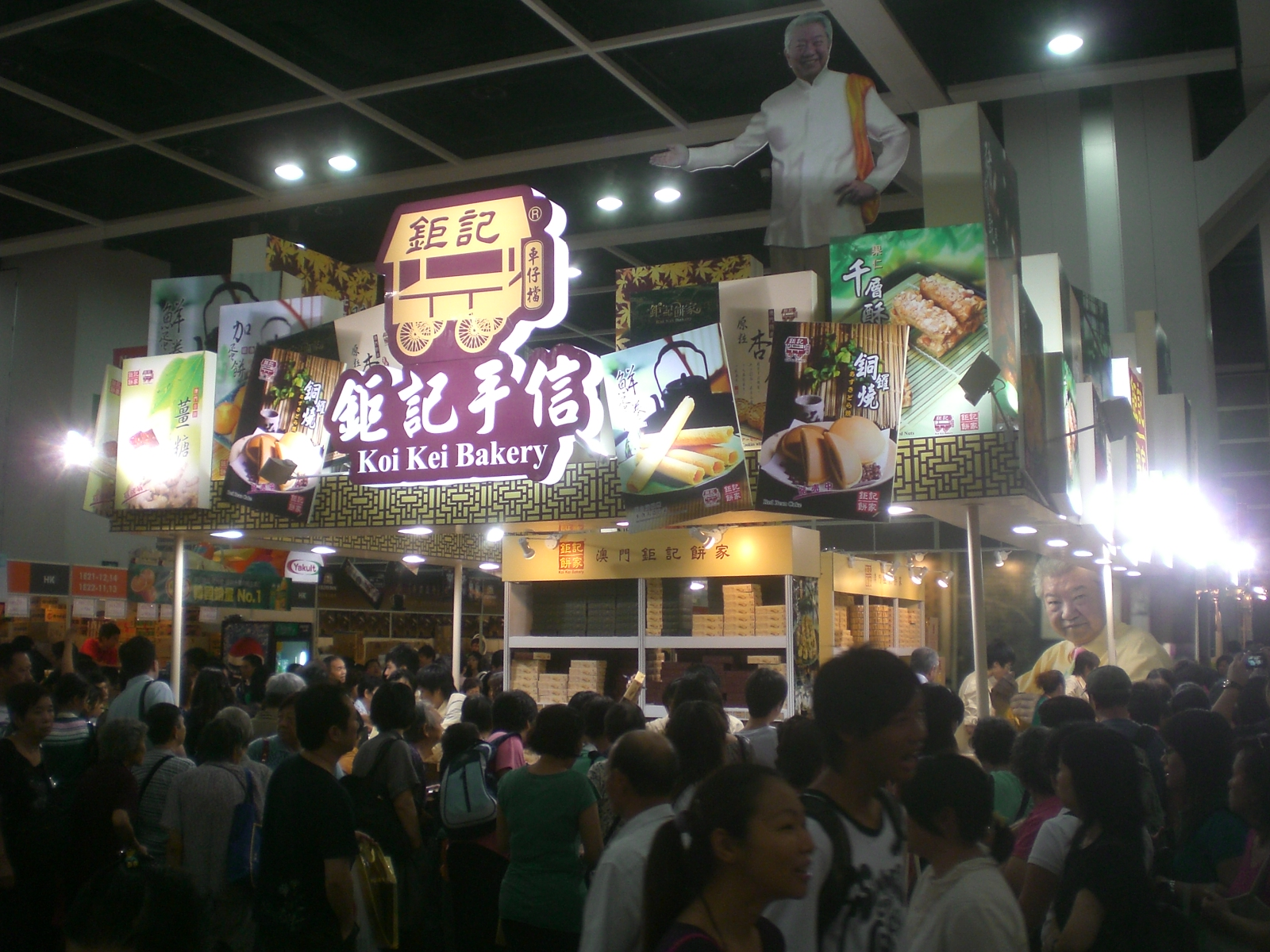
澳門食品展銷商
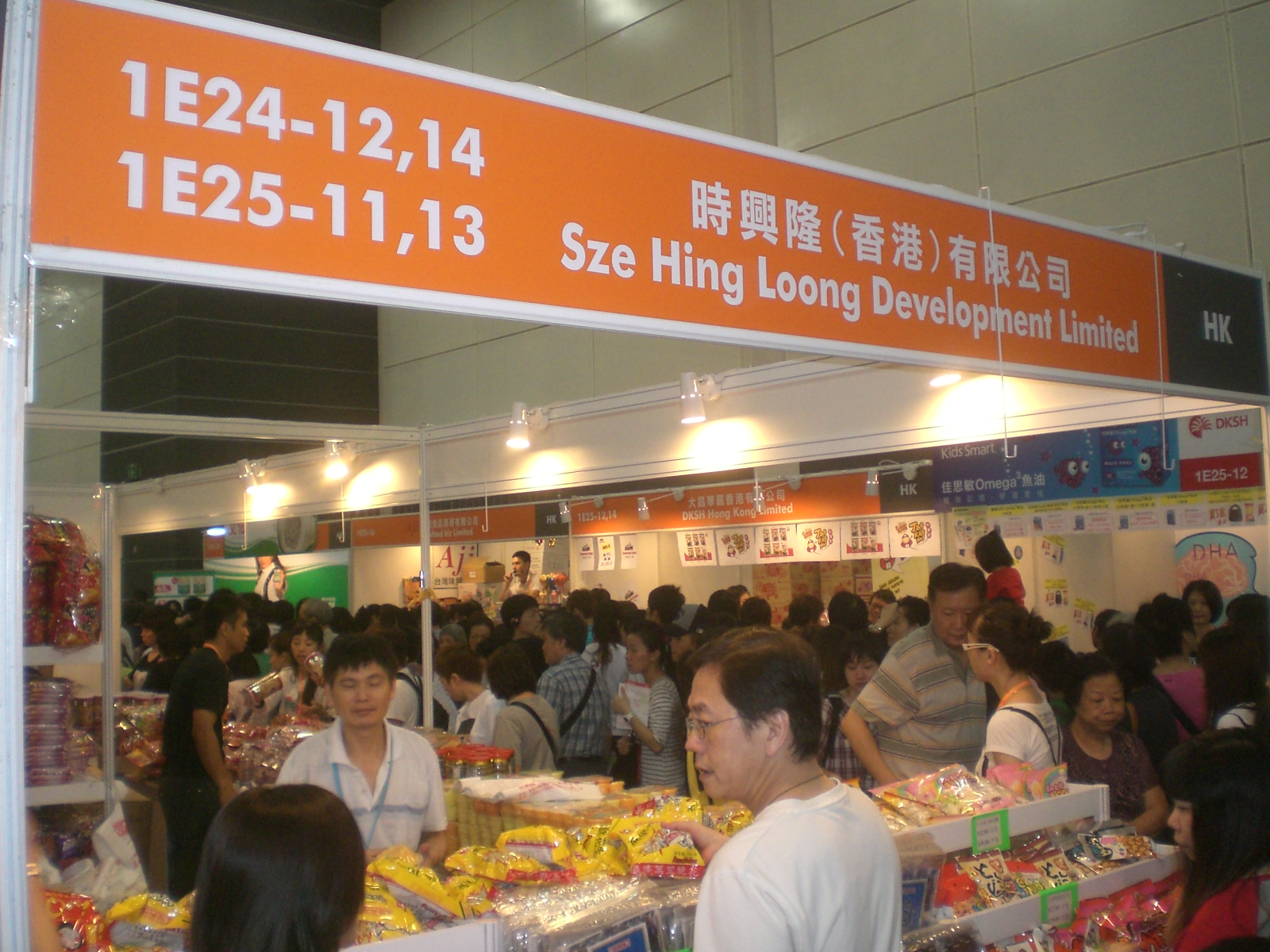
場內人山人海
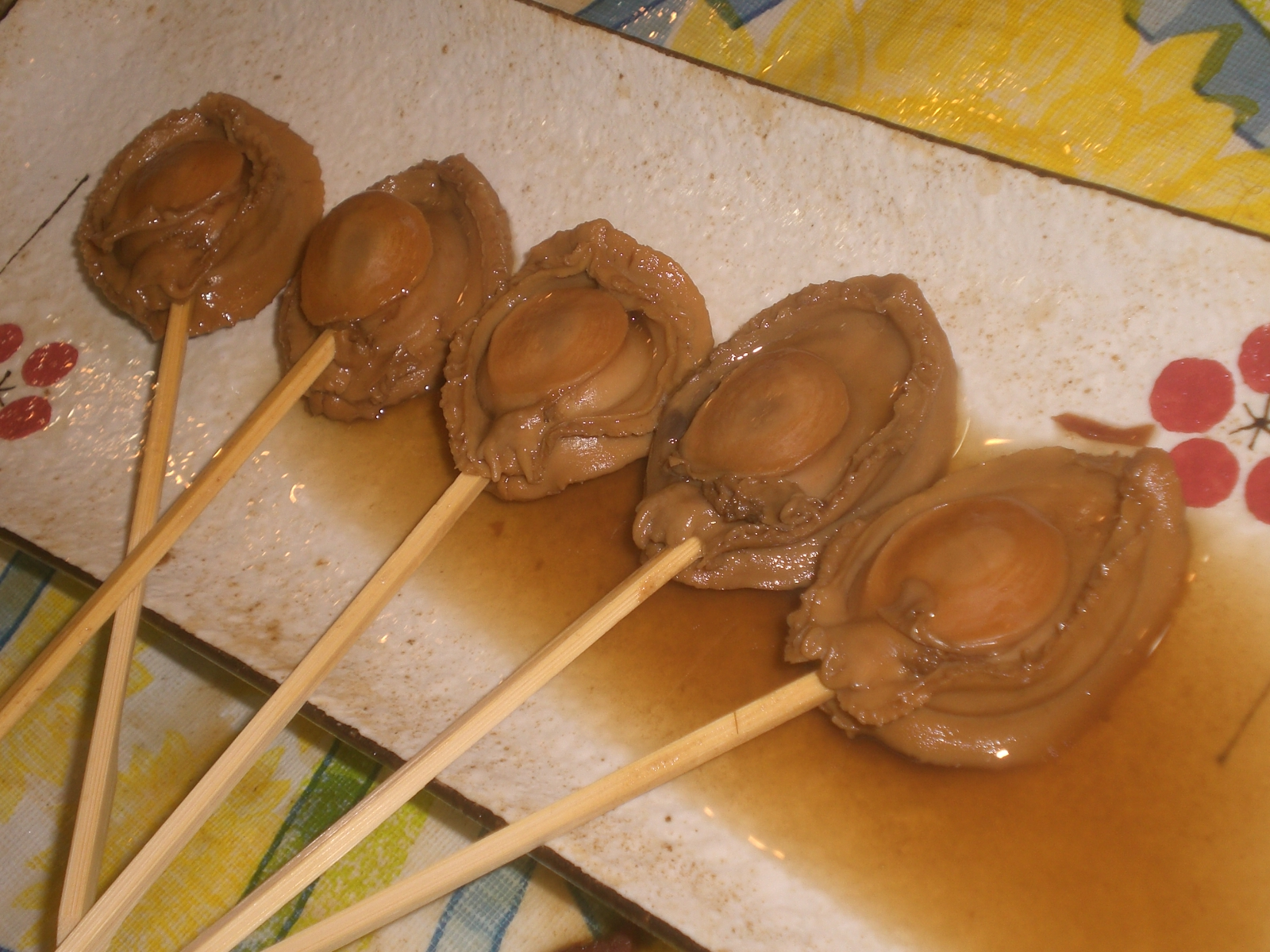
鮑魚當街頭小食
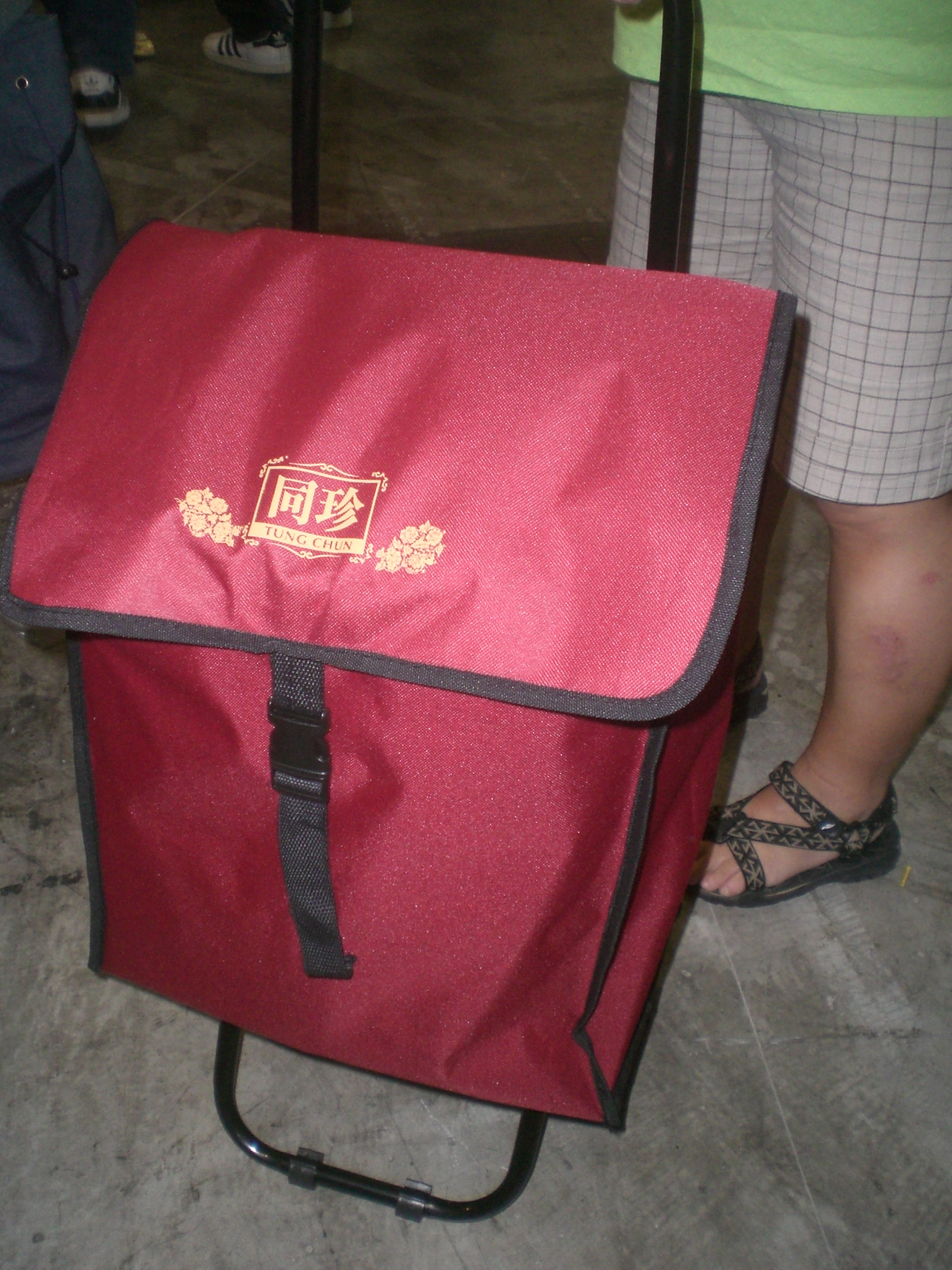
送購物車
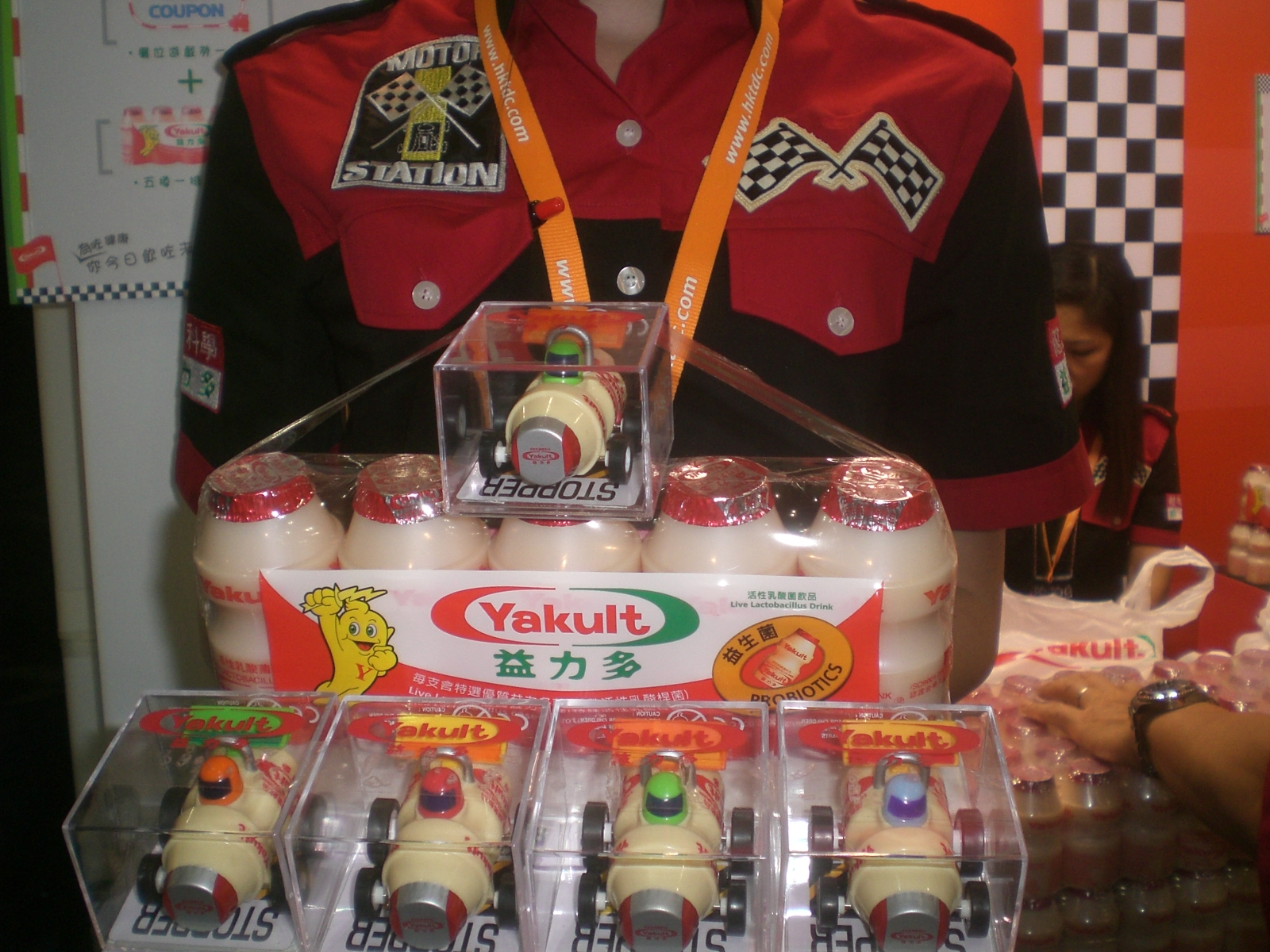
購物送贈品

### 香港國際茶展
香港國際茶展由香港貿發局與中國茶文化國際交流協會合辦，每年於位處市中心的香港會議展覽中心舉行。首屆茶展於2009年8月舉辦，吸引17個國家和地區逾250家商號參展，其中包括來自中國內地、印度、斯里蘭卡及台灣等世界重要產茶中心的企業。
2010年，茶展再次與香港貿發局美食博覽、國際現代化中醫藥及健康產品展覽會暨會議同期舉行，吸引更多潛力優厚的買家出席。
咖啡紅茶協會舉辦「第一屆金茶王大賽」，公司組大發餐廳取得金獎，陳偉聰奪得個人組金獎。

## 2010年
2010年美食博覽於八月十二日（星期四）至八月十六日（星期一）舉行五天，有超過700家來自全球22個國家和地區的參展商參加。頭四天晚上晚上7至10時在三號展示廳首設「夜間特賣場」，出售低至半價的貨品吸引下班人士進場。展覽場地增設麵食產品區，同期亦舉行第二屆香港國際茶展，國際現代化中醫藥展覽，以及健康產品展覽會暨會議。
香港咖啡紅茶協會分別於八月十二日及八月十四日舉辦第二屆「香港金茶王決賽」」及首屆「國際金茶王決賽」。王羅德連奪兩個美譽。
焦點商品有: 免費試食鮑魚、劈價北海道海產、商品連手拉車套裝、低價金箔月餅、廚刀套裝特賣、新款燕窩豆漿飲品。
一連五日的美食博覽，入場人數超過37萬，比上年增加百分之八。
在展覽期間，有不法參展商在會場以螺片充當鮑片，假冒製成澳洲罐頭鮑片低價促銷，包裝及設計與暢銷牌子極為相似。貿發局、海關及消費者委員會跟進事件。

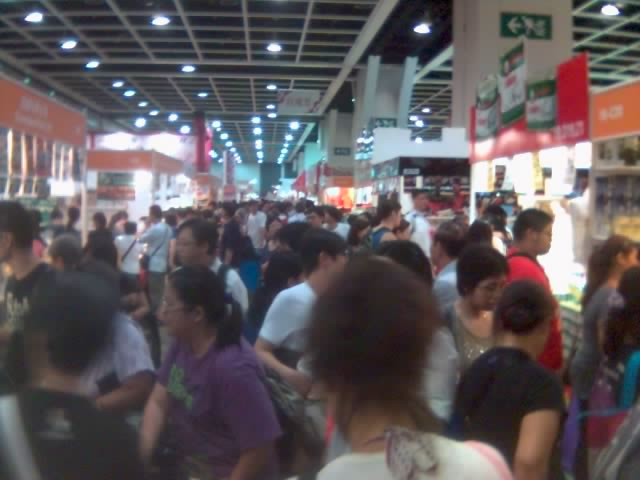
會場熱鬧情況
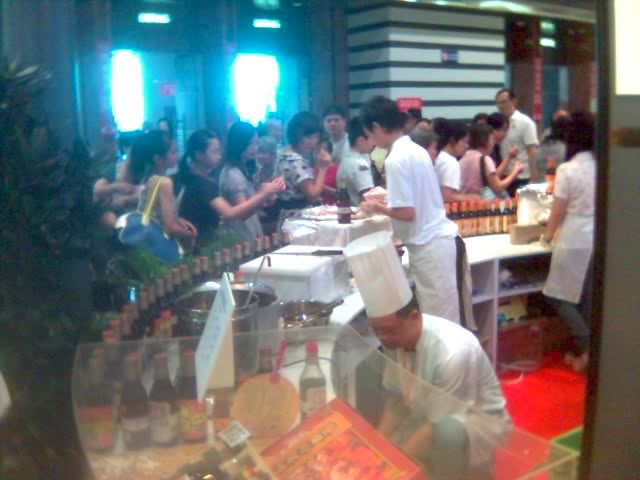
展館入口
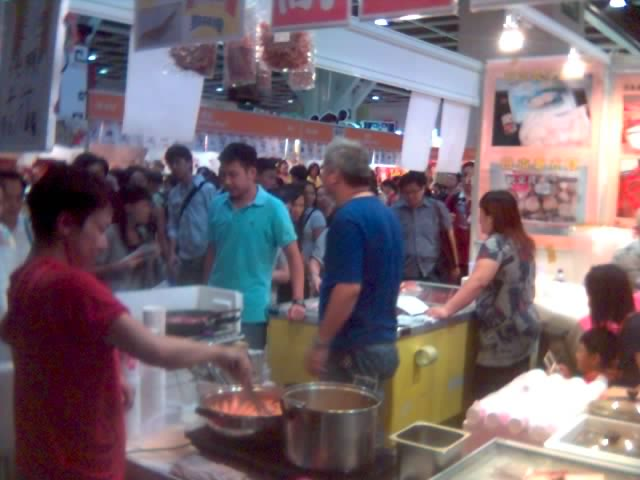
展銷商
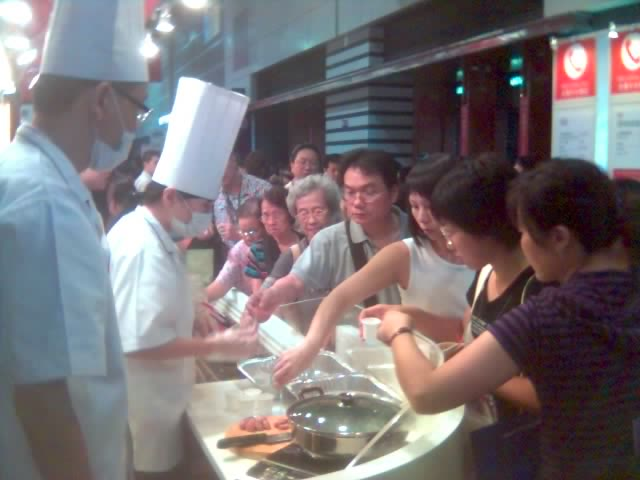
試食攤檔
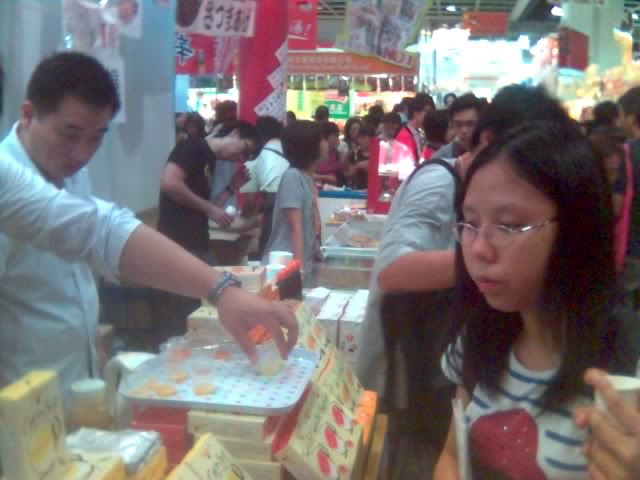
宣傳試飲
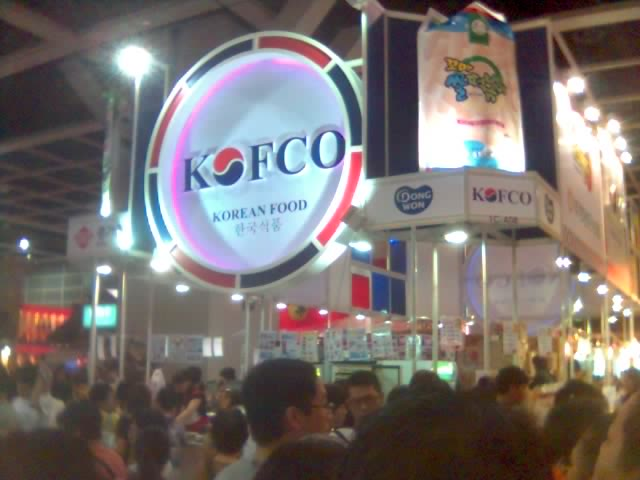
韓國食品區
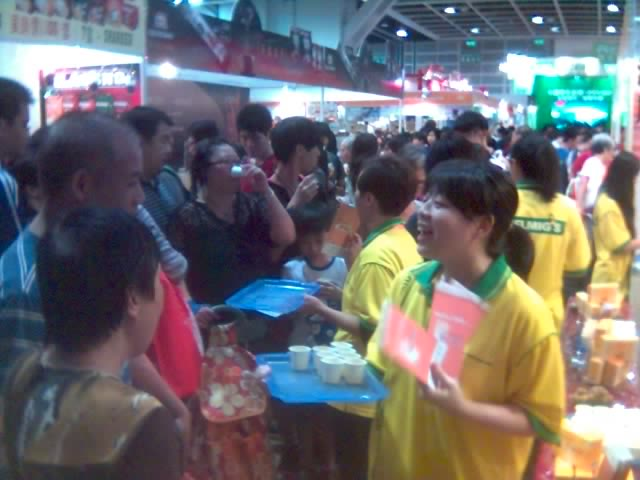
人頭湧湧
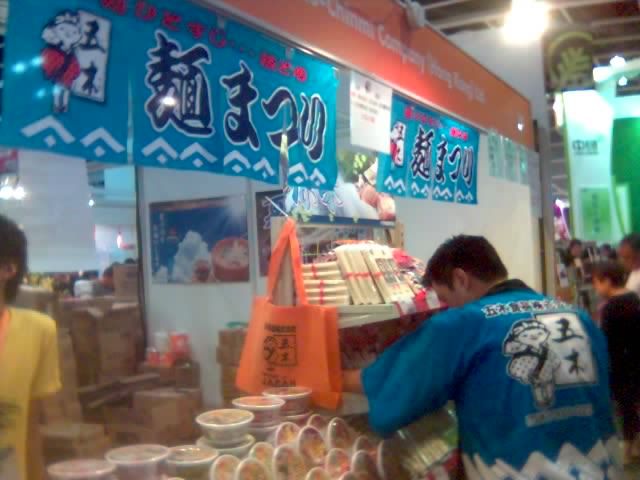
日本食品區
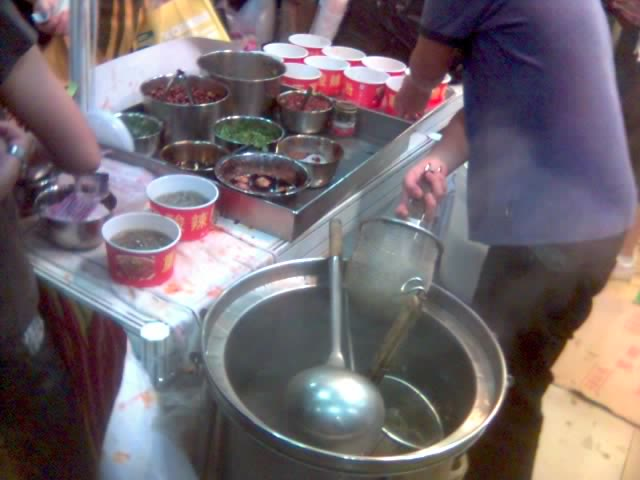
烹調酸辣粉
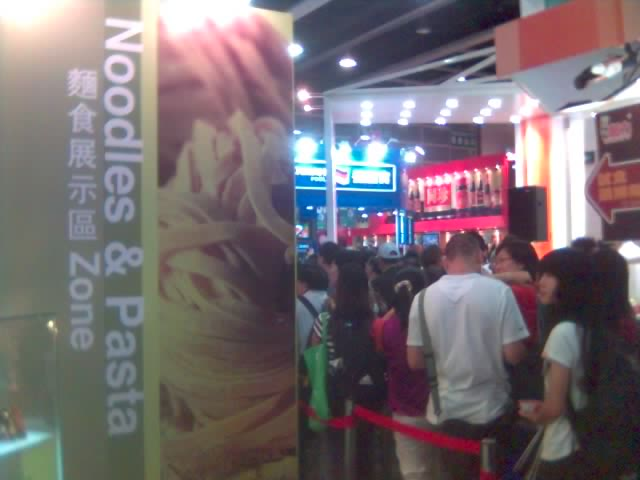
麵食展覽區
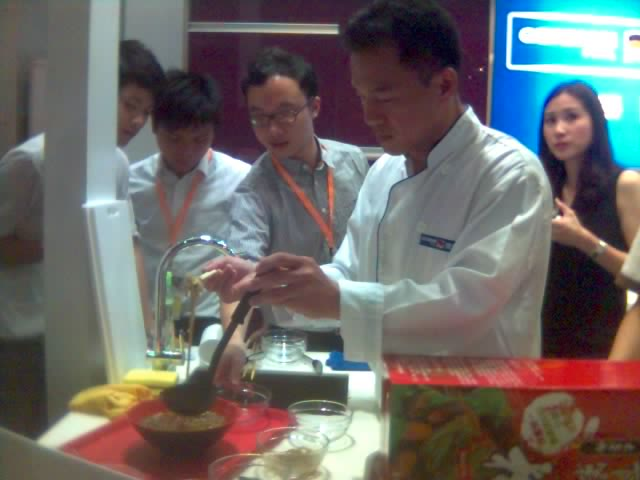
麵食烹調示範
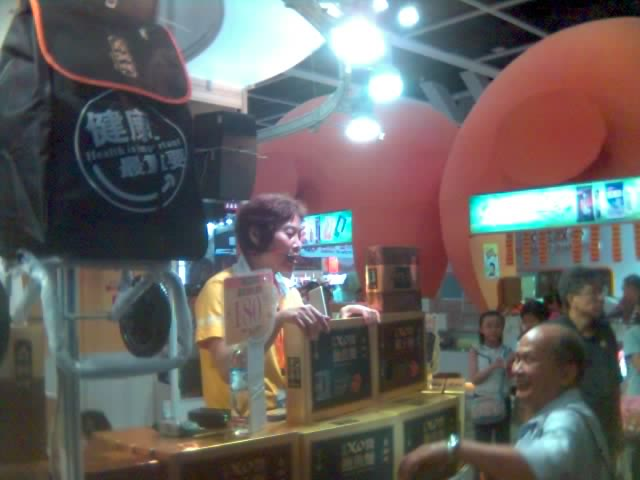
商品連手拉車套裝
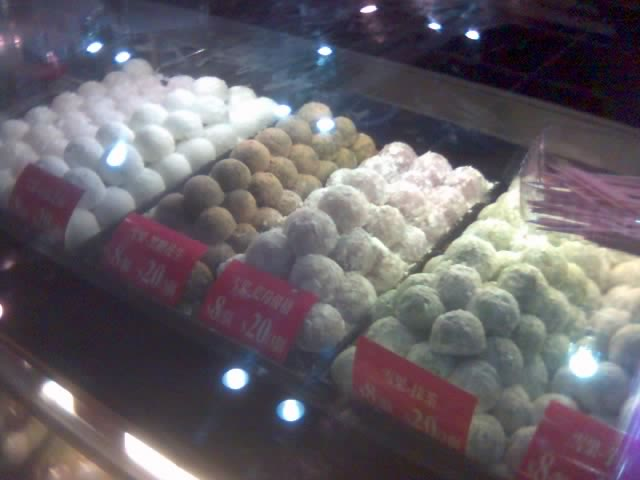
麻糬
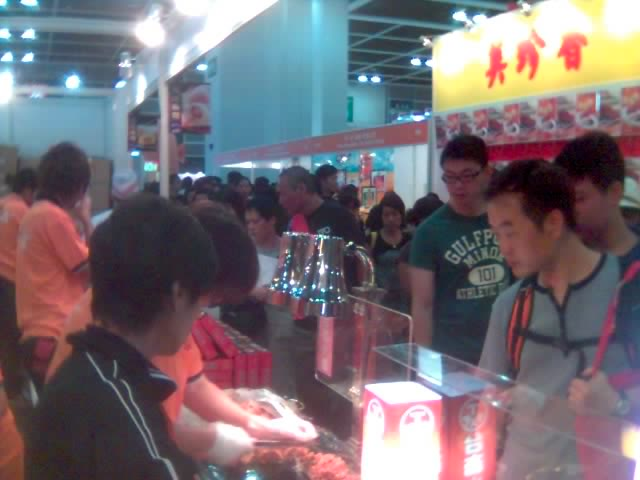
人山人海
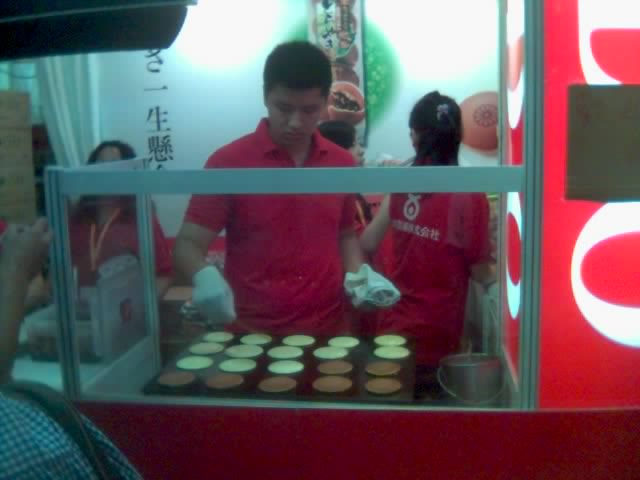
製作銅鑼燒
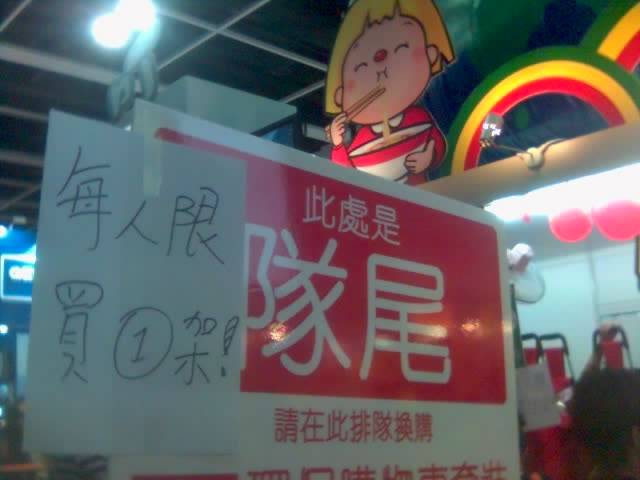
人龍隊末展示牌
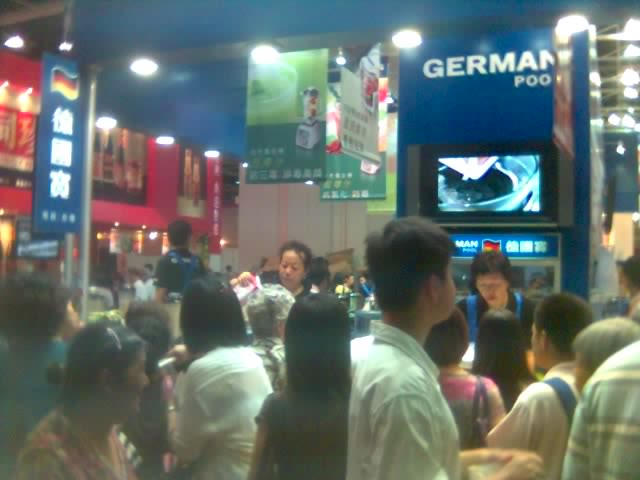
目不暇給
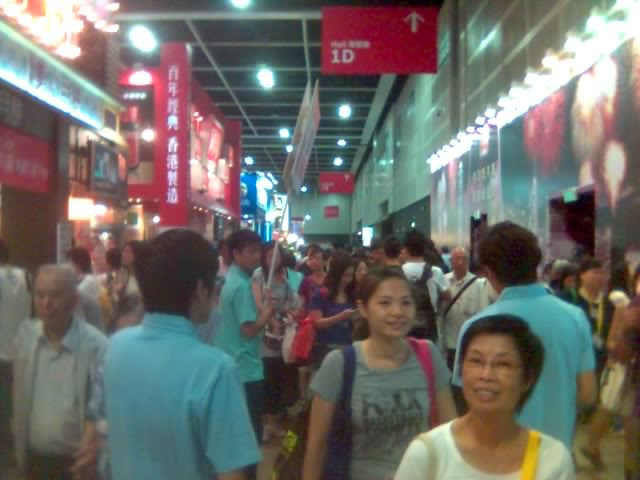
攤位眾多
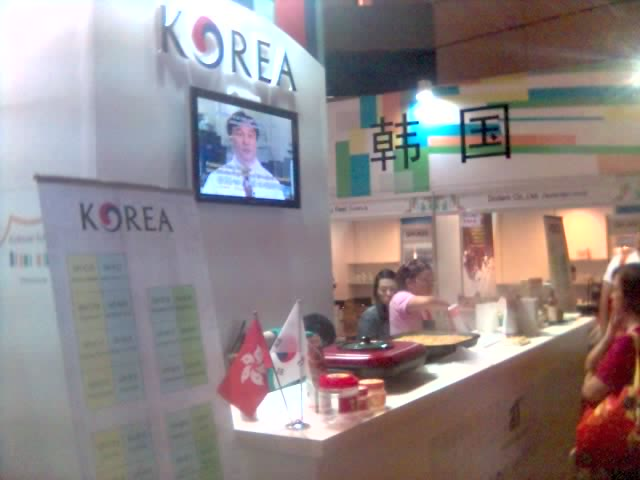
貿易館韓國區
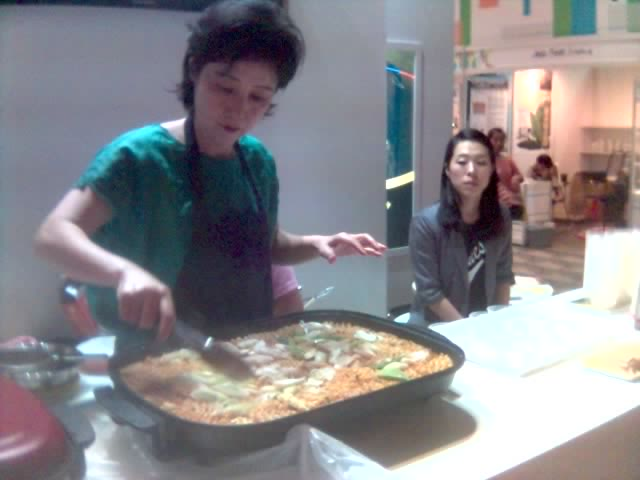
烹調韓國泡麵
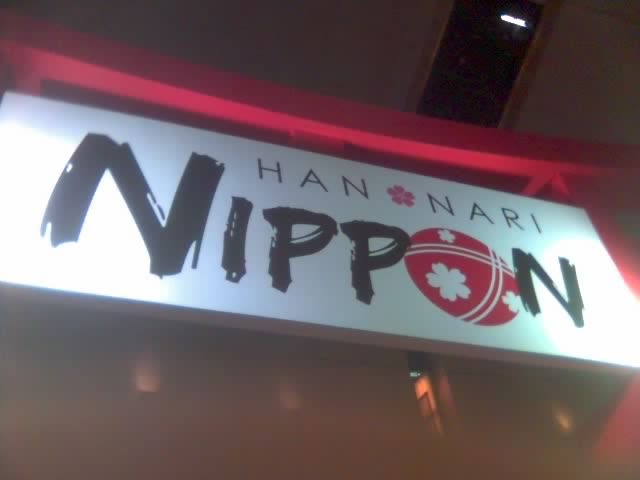
貿易館日本區
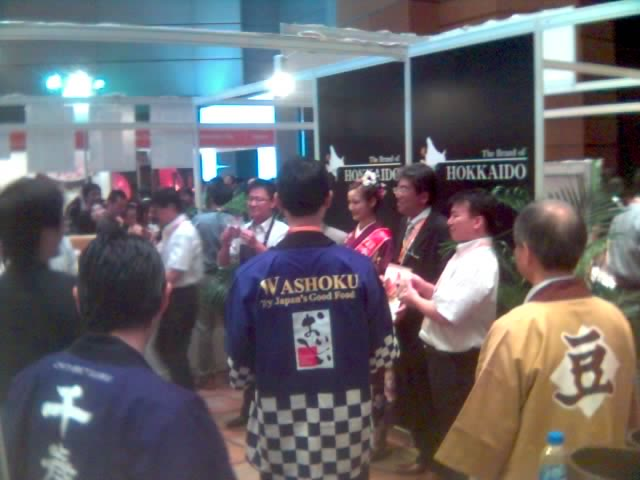
嘉賓到場
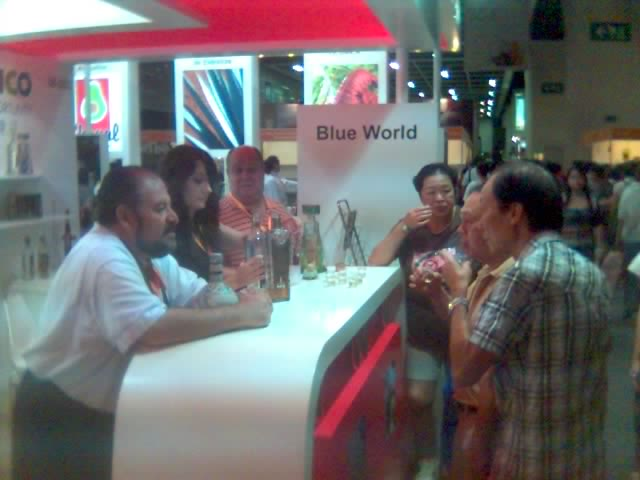
墨西哥展區
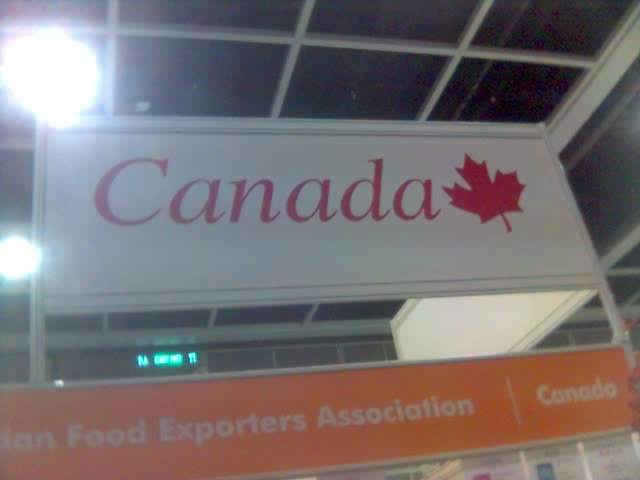
加拿大展區
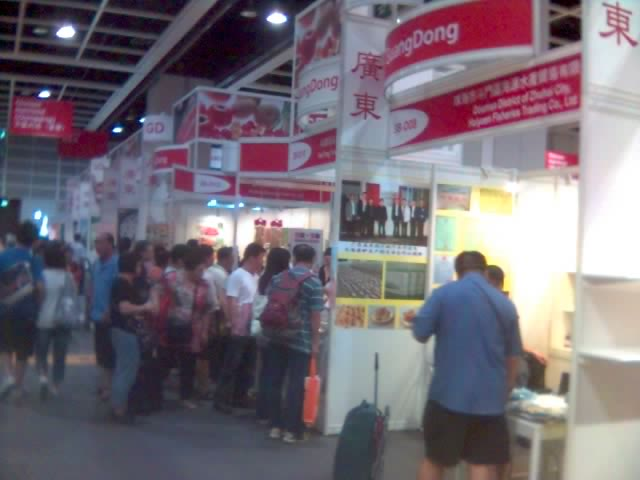
廣東省展區
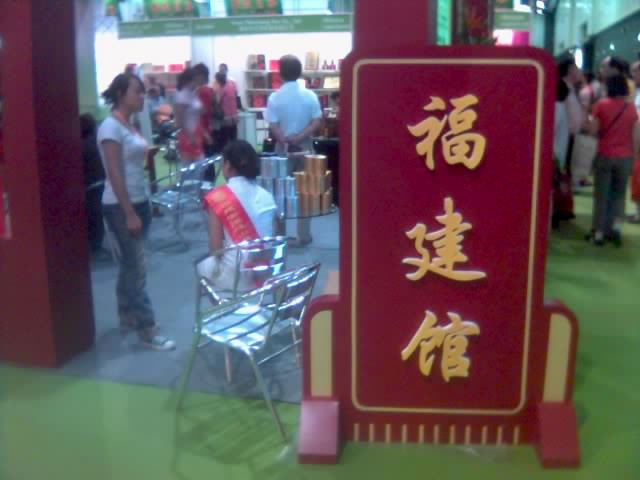
福建省展區
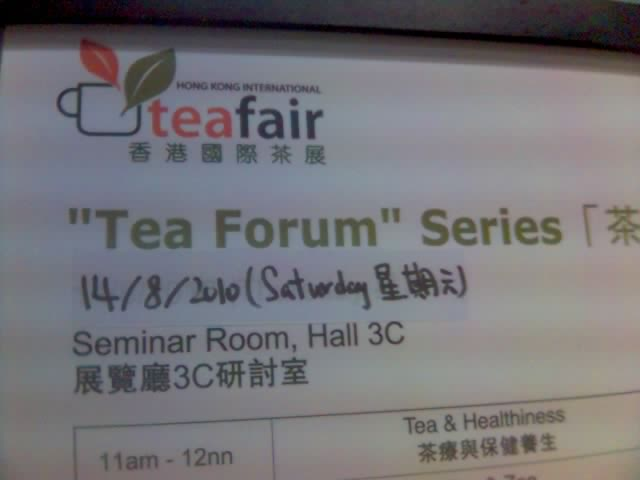
茶展講座
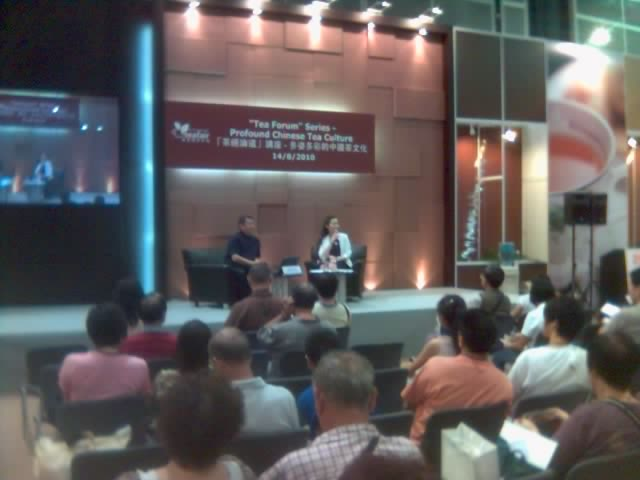
茶展講座

## 2011年

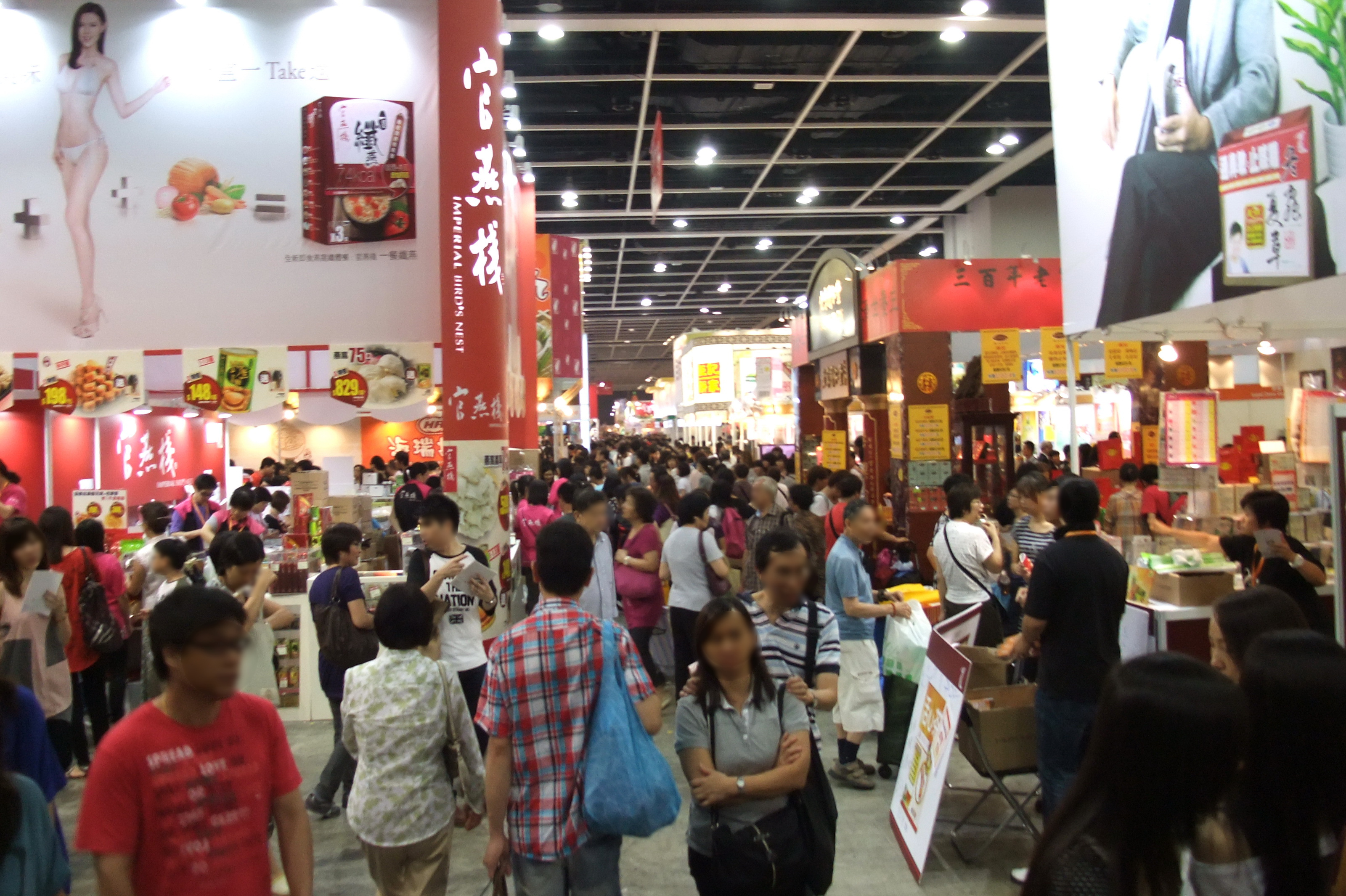
第22屆美食博覽會場1E展區

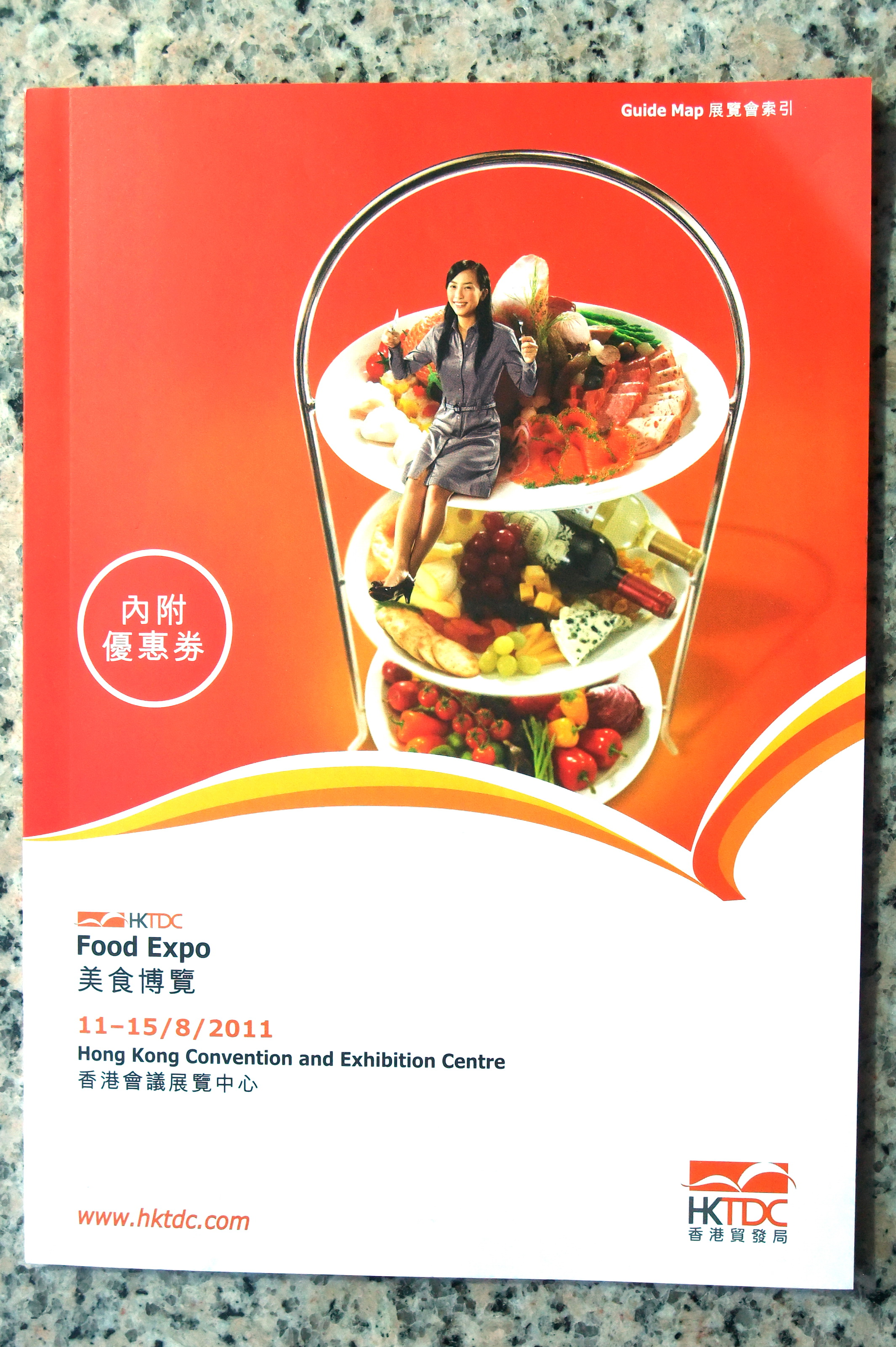
展覽會索引

第22屆「美食博覽」由2011年8月11日至8月15日一連5天舉行，8月11及12日兩天上午十時至下午六時只限十八歲或以上業內人士入場參觀。同期亦舉行第三屆「香港國際茶展」及「國際現代化中醫藥展覽」，今年大會以"美食及健康"為主題。今年展覽特設新展區「尊貴美食區」，以“甜藝．閒情”、“樂活．清新”、“歐陸．漫遊”和“極上．料理”為主題。入場人士需另付票價每位港幣二十五元，換取尊貴美食區之即日門票一張，或直接以五十元購買公眾館及尊貴美食區門票。
第22屆「美食博覽」中，日本館的規模是歷年來最大，日本的參展商數目超過160家，比去年大幅上升約八成。日本更會成為2012年美食博覽的夥伴國家。
第22屆「美食博覽」的入場人次逾38萬，較去年上升3%，打破歷屆紀錄。由於通脹厲害，參展商對減價顯得較為審慎，與往年「要錢不要貨」、「劈價散貨」的情況不同。

## 2012年
第23屆「美食博覽」由2012年8月16日至8月20日舉行。
- 「公眾館」首四天上午十時至下午十時，及8月20日上午十時至下午六時，供持票的公眾人士入場參觀。小童3歲或以下及65歲或以上人士免費入場。每日展覽會關閉前45分鐘終止參觀人士進場。

- 「尊貴美食區」於8月17日至8月19日上午11時至下午8時，開放給「香港貿發局美食博覽公眾館及尊貴美食區」進場套票持票人或獲邀者進場。

- 「貿易館」於8月16日及17日上午十時至下午六時只開放給業內買家參觀。8月18日上午十時至下午十時開放給業內及公眾人士進場。

「晚市低價特區」，將於8月16至19日晚上7時至10時開放，讓消費者以低價價買食品。該場館有近60家參展商參加，以半價或以上的超級優惠作招徠。
本屆美食博覽一共吸引逾1,000家參展商參展。其中『尊貴美食區』有超過70家參展商參展，帶來環球頂級食品和食材，包括朱古力、酒、咖啡及海鮮等，並會教授入場人士如何烹煮名貴食材。『尊貴美食區』劃分為四大主題展區-「甜藝．閒情」、「摩登．煮意」、「環球．美饌」及「極上．料理」，把展品分類展出。
美國、法國、希臘和立陶宛首次在今屆香港美食博覽設立地區展館，推介其主要出產的食及飲品給入場人士。日本超過220家參展商參展，讓參觀人士親身感受東瀛飲食文化特色。
大會亦安排了多項活動，包括介紹灣仔美食攻略的「食通灣仔2012」、「2012 Q嘜親子廚神大賽」、「第四屆金茶王大賽」、「第二屆金鴛鴦大賽」、與食物安全中心合辦的「適溫適食」講座、及與衞生署合辦的有「營」食肆講座等。
除了美食博覽外，香港貿發局將以「美食及健康」為主題，同期將舉行一系列展覽，包括第4屆香港國際茶展、第11屆國際現代化中醫藥及健康產品展覽會暨會議。3項展覽彙聚來自世界各地超過1,400家參展商，向市民推介多款美食、名茶及中醫藥保健產品，以及相關的最新資訊。
今屆焦點商品有：一港元購買即食鮑魚盆菜、燕窩魚蛋、花旗參月餅、一港元購買火腿、高雄巨型魷魚、鮑魚月餅。
今屆入場人次約39萬，再次打破上屆紀錄。

## 2013年
第24屆「美食博覽」於2013年8月15日至8月19日舉行，主題為「美食及健康」，有26個國家及地區近1,100家商戶，包括日本、韓國、墨西哥、意大利、菲律賓、美國及中國內地等地區。
- 「公眾館」首四天上午10時至下午10時，及8月19日上午10時至下午6時，供持票的公眾人士入場參觀。小童3歲或以下及65歲或以上人士免費入場。每日展覽會關閉前45分鐘終止參觀人士進場。
- 「尊貴美食區」於8月15日於下午3時至下午10時開放；8月16日至18日上午11時至下午10時，開放給「香港貿發局美食博覽公眾館及尊貴美食區」進場套票持票人或獲邀者進場。
- 「貿易館」於8月15日上午10時至下午6時只開放給業內買家參觀。8月17日上午10時至下午10時開放給業內及公眾人士進場。

- 8月19日只開放「公眾館」，「尊貴美食區」及「貿易館」將不會開放。

今屆入場人次約41萬，再次打破上屆紀錄。，比去年上升5%，銷售額普遍升一成至三成。

## 2014年
第25屆「美食博覽」於2014年8月14日至8月18日舉行，主題為「國際美食」

## 2015年
第26屆「美食博覽」於2015年8月13日至8月17日舉行，超過1,100個參展商參與。博覽將分為3區，包括「公眾館」、「尊貴美食區」及「貿易區」，當中前二者都開放給公眾人士參觀。美食博覽以外，「家電．家品．博覽」、「香港國際茶展」及「國際現代化中醫藥及健康產品展覽會暨會議」亦會於同場舉行。 

## 2016年
第27屆「美食博覽」於2016年8月11日至8月15日舉行，美食博覽以外，「家電．家品．博覽」亦會於同場舉行。 

## 2017年
第28屆「美食博覽」於2017年8月17日至8月21日舉行，同場設有「中醫藥展區」，向業內人士展出傳統中醫藥的發展及產品。

## 2018年
第29屆「美食博覽」於2018年8月16至20日舉行，是屆博覽分為「貿易館」、「尊貴美食區」及「公眾館」，參展商來自超過20個國家和地區。

## 2019年
第30屆「美食博覽」於2019年8月15至19日舉行，該屆設有「家電．家品．博覽」、「美與健生活博覽」及「香港國際茶展」。

## 2020年
第31屆「美食博覽」2019冠狀病毒病疫情影響，延期舉行。

## 2021年
第32屆「美食博覽」於2021年8月12至16日舉行。受2019冠狀病毒病疫情影響，該年不設場內試食。

## 2022年
第33屆「美食博覽」於2022年8月11至15日舉行。2019冠狀病毒病疫情影響，連續兩年不設場內試食。

## 2023年
第34屆「美食博覽」於2023年8月17日至21日舉行，是為新冠疫情後首屆恢復試飲試食。

## 2024年
第35屆「美食博覽」於 2024年8月15日至19日開鑼，設有「家電‧家居‧博覽」及「美與健生活博覽」，超過700家展商家參展。

## 外部連結
- 香港美食博覽 （页面存档备份，存于）
- 香港國際茶展 （页面存档备份，存于）
- 國際現代化中醫藥及健康產品展覽會暨會議 （页面存档备份，存于）